# Lepus flavigularis
La liebre de Tehuantepec (Lepus flavigularis) es una especie de mamífero lagomorfo de la familia Leporidae. Los adultos pesan entre 3.5 y 4.5 kilos y miden entre 55 cm y 60 cm. Es una especie endémica de México que vive en el Istmo de Tehuantepec en las sabanas y dunas de hierbas. Se encuentra Amenazada a nivel internacional y en Peligro de Extinción en México.
Se puede distinguir fácilmente de otras liebres por las dos rayas negras que van de la base de las orejas hasta la nuca y por sus flancos blancos. Su piel es de color blanco en el vientre y de color marrón brillante con tintes negros en la parte dorsal. Su cola es blanca en su lado ventral y negra en su lado dorsal. La punta de las orejas son negras. Es una de las liebres más grandes en México, solo es superada en tamaño por la liebre antílope (Lepus alleni). Los adultos pesan entre 3.5 y 4.5 kilos y miden entre 55 cm y 60 cm.

## Distribución
La liebre de Tehuantepec es una especie endémica de Oaxaca (México) y solo se encuentra en las sabanas y dunas de hierbas de las orillas de una laguna de agua salada conectado con el Golfo de Tehuantepec. Tres pequeñas poblaciones permanecen aisladas unas de otras.
La distribución de la liebre de Tehuantepec no está documentada al detalle, pero su distribución geográfica histórica fue estimada por Nelson (1909) desde Salina Cruz en Oaxaca a Tonalá en Chiapas, una zona de aproximadamente 5,000 km².

## Reproducción
La duración de la temporada de reproducción se extiende de febrero a diciembre, con un máximo durante la temporada de lluvias (de mayo a octubre). Suelen tener de 1 a 5 crías en cada camada, pero el número de camadas por año aún está por investigar.